# Zmarli w lutym 2018

## Luty 2018
- 28 lutego
  - Kieron Durkan – angielski piłkarz[1]
  - Keith English – amerykański polityk[2]
  - Rogelio Guerra – meksykański aktor[3]
  - Daniel Kozdęba – polski samorządowiec, w latach 2014–2018 prezydent Mielca[4]
  - Pierre Milza – francuski historyk[5]
  - Albert Mkrtchyan – armeński reżyser filmowy[6]
  - Stefan Müller – polski architekt, urbanista, teoretyk architektury[7]
  - Harvey Schmidt – amerykański kompozytor[8]
  - Stanisław Szadrin – radziecki hokeista[9]
- 27 lutego
  - Joseph Bagobiri – nigeryjski duchowny katolicki, biskup[10]
  - Stanisław Erbel – polski specjalista w dziedzinie obróbki plastycznej i techniki wytwarzania, prof. dr hab. inż.[11][12]
  - Steve Folkes – australijski rugbysta[13]
  - Rushen Golemi – albańska lekarka i polityk[14]
  - Lech Isakiewicz – polski literat i działacz samorządowy[15]
  - Henri Leonetti – francuski piłkarz[16]
  - Luciano Benjamín Menéndez – argentyński wojskowy, generał[17]
  - Peter Miles – brytyjski aktor filmowy[18]
  - Quini – hiszpański piłkarz[19]
  - Marian Ryba – polski generał i działacz partyjny, prezes PZPN, zastępca prokuratora generalnego, wiceminister i dyrektor generalny w Urzędzie Rady Ministrów[20]
  - Hugo Santiago – argentyński reżyser filmowy[21]
  - Stanisław Trybała – polski artysta rzeźbiarz, specjalizujący się w twórczości sakralnej[22]
  - Jan Twardowski – polski działacz kulturalny, dyrektor Zespołu Pieśni i Tańca „Lublin” im. Wandy Kaniorowej[23]
  - Maria Zborowska – polska tłumaczka książek z języka angielskiego[24]
- 26 lutego
  - Rolf Bauerdick – niemiecki pisarz i fotograf, autor powieści „Jak Matka Boska trafiła na księżyc”
  - Juan Hidalgo Codorniu – hiszpański kompozytor[25]
  - Richard Hundley – amerykański pianista i kompozytor[26]
  - Elfriede Irrall – austriacka aktorka[27]
  - Mariadas Kagithapu – indyjski duchowny katolicki, arcybiskup[28]
  - Tatjana Karpowa – radziecka aktorka[29]
  - Gia Maisaszwili – gruziński ekonomista i polityk[30]
  - Veljko Rus – słoweński socjolog[31]
- 25 lutego
  - Adam Adamczyk – polski samorządowiec[32][33]
  - Grzegorz (Czirkow) – rosyjski biskup prawosławny[34]
  - Stanisław Godlewski – polski matematyk, topolog, dr hab.[35][36]
  - Jan Kuciak – słowacki dziennikarz śledczy[37]
  - Burton Leland – amerykański polityk[38]
  - Joseph Vella – maltański dyrygent i kompozytor[39]
  - Penny Vincenzi – brytyjska pisarka[40]
  - Marek Waldenberg – polski prawnik i politolog, profesor zwyczajny Uniwersytetu Jagiellońskiego[41]
  - Scott Westgarth – brytyjski pięściarz[42]
- 24 lutego
  - Getulio Alviani – włoski malarz[43]
  - Radovan Bakić – czarnogórski geograf i polityk[44]
  - Wim Claes – belgijski kompozytor i producent muzyczny[45]
  - Włodzimierz Cybuliński – polski duchowny prawosławny[46]
  - Aleksandar Ilić – serbski dyplomata i tłumacz[47]
  - Durward Knowles – bahamski żeglarz, mistrz olimpijski[48]
  - Bud Luckey – amerykański animator[49]
  - Zofia Maria Michalska – polska chemiczka, prof. dr hab. inż.[50][51]
  - Oscar Julio Vian Morales – gwatemalski duchowny katolicki, arcybiskup[52]
  - Zbigniew Olejnik – polski lekarz, prof. dr hab.[53][54]
  - Zbigniew Piniński – polski architekt, profesor nadzwyczajny Wydziału Architektury Politechniki Białostockiej[55]
  - Savo Pujić – bośniacki językoznawca[56]
  - Folco Quilici – włoski reżyser filmowy[57]
  - Yang Rudai – chiński polityk komunistyczny[58]
  - Siergiej Tichwinski – radziecki i rosyjski historyk, dyplomata, sinolog, funkcjonariusz służb specjalnych[59]
  - Bhanu Shashtri – indyjski polityk[60]
  - Józef Słomiński – polski matematyk, prof. dr hab.[61]
  - Sridevi – indyjska aktorka[62]
  - Zdzisław Witkowski – polski żołnierz podziemia niepodległościowego w czasie II wojny światowej oraz powojennego podziemia antykomunistycznego[63]
- 23 lutego
  - Eddy Amoo – brytyjski wokalista soulowy[64]
  - Danny Florencio – filipiński koszykarz[65]
  - Lewis Gilbert – brytyjski reżyser filmowy, producent i scenarzysta[66]
  - Wanda Kononowicz – polska urbanistka, prof. dr hab.[67]
  - Fons Lemmens – holenderski malarz i rzeźbarz[68]
  - Stanisław Michałowski – polski chemik, profesor zwyczajny Politechniki Łódzkiej[69]
  - Jacobo Muñoz – hiszpański filozof[70]
  - Piotr Pierański – polski fizyk, prof. dr hab.[71][72]
  - Wojciech Sawicki – polski przedsiębiorca, inżynier i ekonomista, twórca kalendarzy[73]
  - Mieczysław Sowiński – polski fizyk, prezes Państwowej Agencji Atomistyki[74][75]
  - Boris Szarifullin – rosyjski językoznawca[76]
  - Oleg Tupica – rosyjski aktor[77]
  - Jesus Varela – filipiński duchowny katolicki, biskup[78]
- 22 lutego
  - Tomislav Bajić – serbski pieśniarz[79]
  - Șerban Cantacuzino – rumuński architekt[80]
  - Igor Crecu – mołdawski poeta i tłumacz[81]
  - Nanette Fabray – amerykańska aktorka i piosenkarka[82]
  - Walentin Falin – radziecki dyplomata[83]
  - Jan Goczoł – polski poeta, polityk, poseł na Sejm PRL[84]
  - Euler Granda – ekwadorski poeta i pisarz[85]
  - Anna Harańczyk – polska ekonomistka, prof. dr hab.[86]
  - Peter Kocot – amerykański polityk[87]
  - Bence Lázár – węgierski piłkarz[88]
  - Anatolij Rieszetnikow – ukraiński aktor[89]
  - Ali Akbar Rupu – bangladeski muzyk i kompozytor[90]
  - Władysław Skoczylas – polski funkcjonariusz Ochotniczej Straży Pożarnej, kawaler orderów[91][92]
  - László Tahi-Tóth – węgierski aktor[93]
  - Richard E. Taylor – kanadyjski fizyk, laureat Nagrody Nobla[94]
  - Lech Winiarski – polski dziennikarz[95]
- 21 lutego
  - Ian Aitken – brytyjski reporter i dziennikarz[96]
  - Ryszard Boreński – polski żołnierz podziemia niepodległościowego w czasie II wojny światowej, major WP, kawaler orderów[97]
  - Zygmunt Borkowski – polski żołnierz podziemia niepodległościowego w czasie II wojny światowej, kawaler orderów[98]
  - Emma Chambers – brytyjska aktorka[99]
  - Marat Chismatullin – rosyjski reżyser i śpiewak operowy, pochodzenia baszkirskiego[100]
  - Paweł Fidala – polski operator filmowy[101]
  - Billy Graham – amerykański ewangelista przebudzeniowy, teolog, antropolog i publicysta[102]
  - Mansurul Haq – pakistański admirał i polityk[103]
  - Mieczysław Koczorowski – polski oboista, rektor Akademii Muzycznej im. Ignacego Jana Paderewskiego w Poznaniu[104][105]
  - Władysław Korliński – polski specjalista w zakresie włókienniczej inżynierii mechanicznej, prof. dr hab. inż.[106][107]
  - Taïeb Louhichi – tunezyjski reżyser filmowy[108]
  - Sreten Mitrović – czarnogórski aktor[109]
  - Ren Ōsugi – japoński aktor[110]
  - Milto Profi – albański aktor[111]
  - Rajmund Szubański – polski dziennikarz, pisarz, historyk wojskowości, uczestnik powstania warszawskiego[112]
  - Giuseppe Turini – włoski polityk[113]
  - Cha Myeong Wook – południowokoreański aktor filmowy[114]
- 20 lutego
  - Jean Bojko – francuski poeta i reżyser teatralny[115]
  - Lucien Bouchardeau – nigeryjski sędzia piłkarski[116]
  - Jiichiro Date – japoński zapaśnik, mistrz olimpijski[117]
  - Herbert Ehrenberg – niemiecki polityk[118]
  - Tōta Kaneko – japoński poeta[119]
  - Franciszek Kostrubiec – polski profesor nauk technicznych, wykładowca Politechniki Łódzkiej[120][121]
  - Agnieszka Kotulanka – polska aktorka[122]
  - Andrej Kruz – rosyjski pisarz fantastyczny[123]
  - Georgi Markow – bułgarski piłkarz[124]
  - Alejandro Mieres – hiszpański malarz[125]
  - Stanisław Olkuśnik – polski inżynier i działacz akademicki, kawaler orderów[126]
  - Raphaël August Opstaele – belgijski rzeźbiarz[127]
  - Petrit Skënde – albański fizyk[128]
  - Andrzej Szeniawski – polski menedżer, lekkoatleta i działacz sportowy[129]
  - Zigmas Zinkevičius – litewski filolog, językoznawca, lituanista, profesor, minister edukacji i nauki[130]
- 19 lutego
  - Max Desfor – amerykański fotograf, laureat Nagrody Pulitzera[131]
  - Leszek Grzybowski – polski działacz partyjny, politolog i przedsiębiorca, kierownik Kancelarii Sekretariatu KC PZPR[132]
  - Stanisław Klepański – polski ułan, działacz kombatancki, kawaler orderów[133]
  - Paweł Krzystolik – profesor nauk górniczych[134]
  - Siergiej Litwinow – radziecki młociarz, medalista olimpijski[135]
  - Jerzy Mastyński – polski specjalista w zakresie rybołówstwa, prof. zw. dr hab.[136]
  - Gérard Nahon – francuski historyk[137]
  - Geoff Pimblett – angielski rugbysta[138]
  - Gundu Hanumantha Rao – indyjski aktor filmowy[139]
  - Wiktor Szirali – rosyjski poeta[140]
  - Janusz Teczke – polski ekonomista[141]
  - Jurij Tiukałow – radziecki wioślarz, medalista olimpijski[142]
  - Paul Urmuzescu – rumuński kompozytor[143]
  - Zofia Włodek – polska historyczka filozofii i teologii, mediewistka, prof. zw. dr nauk humanistycznych, pracownik IFiS PAN[144]
  - Tonino Zangardi – włoski reżyser filmowy[145]
- 18 lutego
  - Günter Blobel – niemiecki biolog, laureat Nagrody Nobla[146]
  - Jan Holub – czechosłowacki żużlowiec[147]
  - Tadeusz Kępka – polski trener lekkoatletyki[148]
  - Didier Lockwood – francuski skrzypek jazzowy[149]
  - Nazif Mujić – bośniacki aktor filmowy[150][151]
  - Idrissa Ouédraogo – burkiński reżyser filmowy[152]
  - Paweł Panow – bułgarski piłkarz i trener[153]
  - Elmar Rojas – gwatemalski artysta[154]
  - Maria Zając – polska botaniczka, prof. dr hab.[155]
- 17 lutego
  - Ja’akow Ben Jezri – izraelski polityk, minister zdrowia[156]
  - Halina Chmielewska – polska reżyserka filmowa i scenarzystka[157]
  - Walentin Dinaburgski – rosyjski poeta[158]
  - Ndoc Gurashi – albański malarz[159]
  - Akinwunmi Isola – nigeryjski aktor i dramaturg[160]
  - Boyd Jarvis – amerykański producent muzyczny[161]
  - Emmanuele Kanyama – malawijski duchowny katolicki, biskup[162]
  - Jan Stanisław Kiczor – polski poeta[163]
  - Aleksandr Masłowski – rosyjski malarz[164]
  - Peder Persson – szwedzki piłkarz[165]
  - Branislav Prelević – serbski pisarz i poeta[166]
  - Stanisław Siekierski – polski działacz ludowy, uczestnik podziemia niepodległościowego w czasie II wojny światowej[167][168][169]
- 16 lutego
  - Napoleon Abueva – filipiński rzeźbiarz[170]
  - Barbara Alston – amerykańska piosenkarka[171]
  - Jim Bridwell – amerykański wspinacz[172]
  - Little Sammy Davis – amerykański muzyk i wokalista bluesowy[173]
  - Heli Lääts – estońska piosenkarka[174]
  - Ryszard M. Małajny – polski profesor nauk prawnych, konstytucjonalista, profesor zwyczajny Uniwersytetu Śląskiego[175]
  - Marek Rawecki – polski architekt, urbanista i polityk, dr inż. n. techn.[176]
  - Henryk Wojciech Skłodowski – polski psycholog, dr hab.[177]
  - Greg Smyth – kanadyjski hokeista[178]
  - Osvaldo Suárez – argentyński lekkoatleta, długodystansowiec[179]
- 15 lutego
  - Abdilaqim Ademi – macedoński polityk, pochodzenia albańskiego[180]
  - Lassie Lou Ahern – amerykańska aktorka[181]
  - Pier Paolo Capponi – włoski aktor[182]
  - Marian Czachor – polski piłkarz[183]
  - Józef Gburzyński – polski związkowiec, robotnik, działacz opozycji w okresie PRL, prezydent Elbląga (1990–1994)[184]
  - Jacques Hébert – francuski polityk[185]
  - Czesława Mentlewicz – polska lekkoatletka[186]
  - Franciszek Troszczyłów – polski architekt i rzeźbiarz[187]
  - Daniel Vernet – francuski dziennikarz i publicysta[188]
- 14 lutego
  - Piotr Boczek – radziecki wojskowy[189]
  - Claes Elmstedt – szwedzki polityk[190]
  - Leszek Gałysz – polski reżyser, scenarzysta, autor projektów plastycznych, animator i producent[191]
  - Helmut Sinn – niemiecki pilot i zegarmistrz[192]
  - Anna Karkowska – polsko-amerykańska skrzypaczka[193]
  - Antoni Krauze – polski reżyser i scenarzysta filmowy[194]
  - Ruud Lubbers – holenderski ekonomista, polityk, minister, premier Holandii w latach 1982–1994[195]
  - Azmil Mustapha – malezyjski aktor filmowy[196]
  - Wojciech Rossowski – polski endokrynolog, prof. dr hab.[197][198]
  - Morgan Tsvangirai – zimbabweński związkowiec, działacz na rzecz praw człowieka, polityk, premier Zimbabwe w latach 2009–2013[199]
  - Tadeusz Witold Wolański – polski artysta plastyk, wykładowca ASP w Łodzi[200]
  - Zdzisława Maria Wójcik – polski biolog, działaczka harcerska i społeczna[201]
- 13 lutego
  - Joseph Bonnel – francuski piłkarz[202]
  - Scott Boyer – amerykański muzyk[203]
  - Michał Chmara – polski socjolog[204]
  - Henryk – duński książę małżonek, jako mąż Małgorzaty II, królowej Danii[205]
  - Natália Nunes – portugalska pisarka[206]
  - Boško Odalović – czarnogórski poeta, malarz i karykaturzysta[207]
  - Marian Surma – polski fizyk, profesor zwyczajny[208]
  - Harikumaran Thampi – indyjski aktor filmowy[209]
  - Nini Theilade – duńska tancerka i choreografka[210]
- 12 lutego
  - Bolesław Adamski – polski działacz państwowy i inżynier, prezesa Polskiego Komitetu Normalizacyjnego (1969–1972), wiceprezes Komitetu Nauki i Techniki, prezes Polskiego Komitetu Normalizacji i Miar (1972–1976), podsekretarz stanu (1976–1986)[211]
  - Marty Allen – amerykański komik i aktor[212]
  - Martin van der Borgh – holenderski kolarz szosowy[213]
  - Giuseppe Galasso – włoski polityk i historyk[214]
  - Stanisław Jaworski – polski historyk i krytyk literatury[215]
  - Carmen Manzano – meksykańska aktorka[216]
  - László Melis – węgierski skrzypek i kompozytor[217]
  - Fethia Mzali – tunezyjska polityk[218]
  - Jerzy Olszewski – polski farmaceuta, nauczyciel i działacz społeczny[219]
  - Daryle Singletary – amerykański piosenkarz country[220]
  - Dmitrij Sołowjow – rosyjski aktor[221]
  - Jan Marian Wieczorek – polski działacz podziemia niepodległościowego w czasie II wojny światowej[222]
  - Françoise Xenakis – francuska pisarka i publicystka[223]
- 11 lutego
  - Irina Aktaszewa – bułgarska reżyserka filmowa[224]
  - Stanisław Augustyniak – polski harcerz i działacz społeczny[225]
  - Vic Damone – amerykański balladzista[226]
  - Barbara Debisz – polska pływaczka[227]
  - Xhelal Hoxha – albański aktor[228]
  - Asma Jahangir – pakistańska prawniczka i działaczka praw człowieka[229]
  - Wojciech Maciejewski – polski reżyser radiowy[230]
  - Joseph MacNeil – kanadyjski duchowny katolicki, arcybiskup[231]
  - Jan Maxwell – amerykańska aktorka i piosenkarka[232]
  - Des Moroney – kanadyjski hokeista[233]
  - Juozas Preikšas – litewski duchowny katolicki, biskup[234]
  - Tom Rapp – amerykański wokalista i gitarzysta folkowy, autor tekstów i kompozytor[235]
  - John Shagaya – nigeryjski polityk i generał[236]
  - Vladimír Tlamka – czeski działacz kręglarski[237]
  - Qazi Wajid – pakistański aktor[238]
- 10 lutego
  - Advent Bangun – indonezyjski aktor i karateka[239]
  - Raimund Herincx – brytyjski śpiewak operowy[240][241][242]
  - Michiko Ishimure – japońska pisarka[243]
  - Tamio Kawachi – japoński aktor[244]
  - Ángel Lloreda – hiszpański malarz[245]
  - Myrosław Popowycz – ukraiński filozof[246]
  - Shaban Sermaxhaj – kosowski piłkarz[247]
  - Niltinho Tristeza – brazylijski wokalista i kompozytor[248]
  - Jorge Luis Villanueva – kostarykański polityk[249]
  - Lech Zimowski – polski architekt, profesor Politechniki Poznańskiej[250]
- 9 lutego
  - Reg E. Cathey – amerykański aktor[251]
  - John Gavin – amerykański aktor i polityk[252]
  - Nebojša Glogovac – serbski aktor[253]
  - István Hevesi – węgierski piłkarz wodny, mistrz olimpijski[254]
  - Jóhann Jóhannsson – islandzki kompozytor filmowy[255]
  - Bernard Koura – francuski malarz[256]
  - Irina Łobniewa – radziecka kajakarka, akademicka mistrzyni Europy[257]
  - Liam Miller – irlandzki piłkarz[258]
  - Wally Moon – amerykański baseballista[259]
  - Henryk Niedźwiedzki – polski pięściarz, olimpijczyk (1952, 1956)[260]
  - Bruno Rossetti – włoski strzelec sportowy[261]
  - Roman Edmund Sioda – polski chemik, prof. dr hab.[262]
  - Liubow Tirska – rosyjska aktorka[263]
  - Wesla Whitfield – amerykańska wokalistka jazzowa[264]
- 8 lutego
  - Ben Agajanian – amerykański baseballista[265]
  - Zərnigar Ağakişiyeva – azerska aktorka[266]
  - Jarrod Bannister – australijski lekkoatleta, oszczepnik[267]
  - Jakub Erol – polski grafik, plakacista[268]
  - Agenor Girardi – brazylijski duchowny katolicki, biskup[269]
  - Marie Gruber – niemiecka aktorka filmowa[270]
  - Małgorzata Jeżowska-Bojczuk – polska chemiczka, prof. dr hab.[271]
  - Algia Mae Hinton – amerykańska wokalistka bluesowa[272]
  - Carlos Robles Piquer – hiszpański polityk i dyplomata[273]
  - Ebony Reigns – ghańska piosenkarka[274]
  - Gary Seear – nowozelandzki rugbysta[275]
  - Lovebug Starski – amerykański raper[276]
  - Irena Szramowska-German – polska aktorka[277]
- 7 lutego
  - Sułtan Abdijew – rosyjski reżyser teatralny[278]
  - John Perry Barlow – amerykański poeta, eseista, aktywista polityczny[279]
  - Janusz Bielski – polski publicysta i nauczyciel[280]
  - Bernard Darmet – francuski kolarz torowy[281]
  - Mickey Jones – amerykański aktor i muzyk[282]
  - Tomasz Kuczyński – polski farmaceuta, kawaler orderów[283]
  - Gali Muddu Krishnama Naidu – indyjski polityk[284]
  - Herman Münninghoff – holenderski duchowny katolicki, biskup[285]
  - Waldemar Rajca – polski publicysta, polityk i działacz społeczny[286]
  - Stefan Rogalski – polski trener łyżwiarstwa szybkiego, działacz sportowy i nauczyciel[287][288]
  - Nabi Şensoy – turecki dyplomata[289]
  - Mieczysław Święcicki – polski piosenkarz i aktor, artysta Piwnicy pod Baranami[290]
  - Pat Torpey – amerykański perkusista, członek grupy Mr. Big[291][292]
  - Stanisław Wawrykiewicz – polski muzyk i pieśniarz[293]
- 6 lutego
  - Dov Aleksandrowicz – izraelski psychiatra pochodzenia polsko-żydowskiego[294][295]
  - Fedora Alemán – wenezuelska śpiewaczka operowa[296]
  - Liliana Bodoc – argentyńska pisarka i poetka[297]
  - Claus Grobecker – niemiecki polityk[298]
  - Kim Han Il – chiński piosenkarz[299]
  - Joe Knollenberg – amerykański polityk i kongresmen[300]
  - Halina Kroh – polski neurochirurg, prof. dr hab.[301][302]
  - Aleksandr Michajłow – rosyjski kompozytor[303]
  - Igor Sliusarczuk – ukraiński zawodnik MMA[304]
  - Brunello Spinelli – włoski piłkarz wodny[305]
  - Frida Topno – indyjska polityk[306]
- 5 lutego
  - Ladislav Kačáni – słowacki piłkarz i trener[307]
  - Donald Lynden-Bell – brytyjski astronom i astrofizyk[308]
  - Bob Morrow – kanadyjski polityk[309]
  - Mathieu Riboulet – francuski pisarz i reżyser filmowy[310]
  - Zeno Roth – niemiecki gitarzysta rockowy[311]
  - Jockie Soerjoprajogo – indonezyjski muzyk[312]
  - Elisabetta Terabust – włoska tancerka[313]
  - Ti-men Kan – tajwański aktor[314]
  - Lucyna Wasilewska – polski biolog, prof. dr hab.[315][316]
- 4 lutego
  - Alan Baker – brytyjski matematyk[317]
  - Etelka Barsiné Pataky – węgierska inżynier, dyplomata, polityk, eurodeputowana[318]
  - Todi Bozo – albański reżyser i producent filmowy[319]
  - Gregor Dorfmeister – niemiecki pisarz i dziennikarz[320]
  - Bogusław Heczko – polski malarz związany ze Śląskiem Cieszyńskim[321]
  - Kenneth Haigh – angielski aktor[322]
  - Edwin Jackson – amerykański futbolista[323][324]
  - Aurimas Klemas – litewski taekwondzista[325]
  - John Mahoney – amerykański aktor[326]
  - Seamus Pattison – irlandzki polityk[327]
  - Wojciech Pokora – polski aktor[328]
  - Irina Sanpiter – rosyjska aktorka[329]
- 3 lutego
  - Leon Chancler – amerykański muzyk jazzowy[330]
  - Lakshmi Devi – indyjska aktorka[331]
  - Bogdan Kołakowski – polski duchowny katolicki, prowincjał Zgromadzenia Męki Pańskiej w Polsce[332]
  - Oswaldo Loureiro – brazylijski aktor filmowy[333]
  - Károly Palotai – węgierski piłkarz, sędzia piłkarski[334]
  - Jerzy Rutowicz – polski producent filmowy[335]
  - Hukum Singh – indyjski polityk[336]
  - Rolf Zacher – niemiecki aktor[337]
  - Tomasz Żołnierkiewicz – polski malarz i grafik, profesor zwyczajny Akademii Sztuk Pięknych w Warszawie[338]
- 2 lutego
  - Bo’az Arad – izraelski artysta[339]
  - Dave Barrett – kanadyjski polityk[340]
  - Joseph Polchinski – amerykański fizyk teoretyczny[341]
  - Durk van der Mei – holenderski polityk i ekonomista, deputowany krajowy i europejski[342]
  - Reinhold Purr – austriacki polityk[343]
  - Tadeusz Rut – polski wynalazca, prof. dr inż.[344]
  - Lakis Skutaris – grecki aktor[345]
  - Tadeusz Smreczyński – polski więzień nazistowskich obozów koncentracyjnych, kawaler Orderu Zasługi Republiki Federalnej Niemiec[346]
  - Ole Thestrup – duński aktor[347]
  - Adam Węgrzecki – polski filozof[348]
- 1 lutego
  - Niranjan Bhagat – indyjski poeta[349]
  - Apoloniusz Czernów – polski generał, pilot[350]
  - Clifford Bourland – amerykański lekkoatleta, sprinter[351]
  - Fidel Castro Díaz-Balart – kubański fizyk jądrowy i urzędnik państwowy, syn Fidela Castro[352][353]
  - Dennis Edwards – amerykański wokalista soulowy[354]
  - Édouard Ferrand – francuski samorządowiec, polityk, eurodeputowany[355]
  - Barys Kit – białorusko-amerykański konstruktor rakietowy[356]
  - Wolfgang Köppe – niemiecki artysta[357]
  - Robert Larsson – szwedzki hokeista[358]
  - Albin Ossowski – polski aktor, przedsiębiorca i działacz polonijny[359]
- Stanisław Peterwas – polski działacz partyjny i państwowy, wicewojewoda (1980–1981) i wojewoda (1981–1983) zamojski[360]
  - Mowzey Radio – ugandyjski piosenkarz[361]
  - Marcin Walenczykowski – polski muzyk, kompozytor i multiinstrumentalista[362]
  - William Whitehead – kanadyjski pisarz[363]
  - Wojciech Wójcik – polski reżyser i scenarzysta filmowy i telewizyjny[364]

data dzienna nieznana
- Leszek Czerwiński – polski lekarz chirurg, poseł na Sejm X kadencji PRL[365]
- Robert Jabłonowski – polski wokalista i muzyk disco-polo[366]
- Benedykt Kasznia – polski rzeźbiarz[367]
- Irena Oszczapowicz – polska chemiczka, dr hab.[368][369]